# Albrecht z Koldic
Albrecht z Koldic († 1448) byl český šlechtic, český dvorský sudí, hejtman Vratislavského a Svídnicko-javorského knížectví a fojt Horní Lužice. Pocházel ze šlechtického rodu Koldiců z Koldic, byl synem Těmy VIII. (mladšího) z Koldic. Jeho bratr Těma byl míšeňský biskup.
V roce 1407 koupil Bílinu.

## Manželství a potomci
Oženil se s Annou ze Seidy, s níž měl několik dětí:
- Jan [2]
- Těma [2]
- Anna ∞ Půta III. z Častolovic, Hynek Krušina IV. z Lichtenburka [8]